# Bogdan Węgrzyn
Bogdan Węgrzyn (ur. 12 lipca 1968 w Dąbrowie Tarnowskiej) – polski duchowny rzymskokatolicki, doktor habilitowany nauk prawnych, profesor nadzwyczajny Akademii Nauk Stosowanych w Tarnowie, sędzia audytor Sądu Diecezjalnego w Tarnowie.

## Życiorys
Pochodzi z parafii św. Józefa Oblubieńca NMP w Luszowicach. Po maturze wstąpił do Wyższego Seminarium Duchownego w Tarnowie, gdzie po ukończeniu studiów filozoficzno-teologicznych przyjął święcenia kapłańskie 29 maja 1993 roku z rąk bpa Józefa Życińskiego. Ukończył studia doktoranckie w zakresie nauk teologicznych oraz studia doktoranckie w zakresie nauk prawnych. W latach 1998–2010 pełnił obowiązki kapelana szpitala i hospicjum w Limanowej. Za posługę wśród chorych i umierających został wyróżniony przez kard. Stanisława Dziwisza w Sanktuarium Bożego Miłosierdzia w Krakowie ogólnopolskim tytułem “Miłosierny Samarytanin Roku 2009″. Przez kilka lat był wykładowcą na Uniwersytecie Adama Mickiewicza w Poznaniu i profesorem nadzwyczajnym Podhalańskiej Państwowej Wyższej Szkoły Zawodowej w Nowym Targu. Wykładał także przez wiele lat w Uniwersytecie Papieskim Jana Pawła II w Krakowie – Wydział Teologiczny w Tarnowie, jako współpracownik Katedry Prawa Kanonicznego. 
Obecnie jest sędzią audytorem Sądu Diecezjalnego w Tarnowie (od 2003), diecezjalnym duszpasterzem prawników (od 2012) i profesorem uczelni w Państwowej Wyższej Szkole Zawodowej w Tarnowie – Instytut Administracyjno-Ekonomiczny (od 2012). 2 stycznia 2018 r. został powołany do pełnienia funkcji Kierownika Zakładu Pracy Socjalnej. Jest członkiem Międzynarodowego Towarzystwa Naukowego Fides et Ratio, Stowarzyszenia Kanonistów Polskich, Stowarzyszenia św. Ivo Helory Ars Legis w Krakowie oraz współpracownikiem Towarzystwa Naukowego Katolickiego Uniwersytetu Lubelskiego Jana Pawła II – Wydział Nauk Prawnych. 
W 2016 r. otrzymał godność Kanonika honorowego Kapituły kolegiackiej pw. Św. Wawrzyńca Męczennika w Wojniczu. 